# Клістіна
Клістіна (ест. Klistina), також Клістіно, Клостіно, Глістіно, Орувеере, Клистіна, Глідтіхіно — село в Естонії, входить до складу волості Меремяе, повіту Вирумаа.